# 스웨트셔츠

스웨트셔츠(sweatshirt, 문화어: 동투)는 셔츠와 같은 스타일의 긴 팔의 윗옷이다. 면 소재의 라운드 티셔츠이며, 길이는 보통 길게 내려오고 팔 부분이 약간 크게 되어 있는 것이 특징이다. 지금은 가볍게 입을 수 있는 가장 편한 옷이라는 의미를 내포한다. 한국어식 영어로 맨투맨이라고 부른다.